# Eduardo Villagra
Eduardo Ignacio Villagra Cabezas es un jugador nacido en las inferiores del club Universidad Católica y que actualmente juega de defensa.

## Carrera
Llegó al primer equipo cruzado con el buen aval de haber sido el capitán del equipo juvenil de la UC que se tituló campeón del torneo nacional de Fútbol Joven el 2009 tras vencer en partidos consecutivos a Santiago Wanderers. Sus condiciones dan cuenta de un defensa fiero que puede jugar, indistintamente como central o por las bandas.
Una entrega constante y el buen despliegue físico que exhibe fueron los antecedentes en los que reparó el técnico Marco Antonio Figueroa para sumarlo como parte del plantel con que pretende afrontar los desafíos de esta temporada el cuadro de la franja. Villagra ya tuvo la opción de debutar en duelos amistosos con la camiseta de Universidad Católica y espera transformarse en un nombre recurrente en los partidos que el equipo dispute.  
Con el inicio de los trabajos de Católica para la temporada 2010 su nombre ya comienza a familiarizarse entre los que regularmente convoca el DT franjeado. Eduardo Villagra tiene ganas de que las oportunidades continúen y promete entrega a la hora de ser parte de la oncena que Marco Antonio Figueroa disponga para los desafíos que se vienen en el futuro cruzado. Para ganar suficiente experiencia, es enviado a préstamo a Deportes Puerto Montt sin embargo una seria lesión en el primer partido del campeonato de apertura lo margina el resto del año.
En el 2012 vuelve a Universidad Católica para reintegrarse al club que lo vio nacer.
Tras el retorno a la UC, Villagra debuta con el club el 15 de agosto de 2012, frente a Audax Italiano por la Copa Chile 2012-13.

## Clubes
| Club                  | País  | Año  |
| --------------------- | ----- | ---- |
| Universidad Católica  | Chile | 2010 |
| Deportes Puerto Montt | Chile | 2011 |
| Universidad Católica  | Chile | 2012 |
| Deportes Puerto Montt | Chile | 2013 |

- Datos: Q5340801